# Дом воеводы (Соликамск)
Дом воеводы — старейшее гражданское здание Северного Урала, памятник светской архитектуры допетровского времени в Соликамске. Охраняется как объект культурного наследия федерального значения.

## История
Дом воеводы является самым старым каменным зданием Соликамска гражданского назначения и самым старым сохранившимся каменным зданием Урала. Его строительство началось по грамоте 27 сентября 1673 года, жалованной царём Алексеем Михайловичем после пожара 1672 года, в котором погибла соликамская крепость. Дом строился в период 1673—1688 годов.
Вначале здание было одноэтажным и использовалось как приказная изба. В начале XVIII века штат канцелярии вырос, и здание было достроено вторым этажом. Домом воеводы оно начало называться в 1720-х годах. С середины XVIII века по 1781 год здание использовалось в качестве воеводской канцелярии. В 1781 году воеводство было упразднено, и здание приобрёл солепромышленник Максим Суровцев. После него здание принадлежало купцам Зыряновым, затем в нём размещались судейские чиновники. В конце XIX века в доме находилась больница, в начале XX века он использовался как тюрьма.
После Октябрьской революции 1917 года в здании расположился краеведческий музей. В годы Великой Отечественной войны в здании находился штаб эвакогоспиталя со складом медикаментов. В 1947 году здание было возвращено краеведческому музею, а в 1958 году оно было отреставрировано.
В настоящее время в бывшем доме воеводы находятся экспозиция краеведческого музея и экспозиция интерьера приказной избы XVII века.

## Архитектура

Дом воеводы (схематичный рисунок)

Дом воеводы строился как гражданский объект, но имел и оборонное назначение. Стены, толщина которых достигала 2 м, имели бойницы и были сложены из больших кирпичей. Здание построено с прямоугольным планом, длина его южного фасада составляет 19 м, а ширина — 10 м. Оно имеет планировку хором с трёхкамерной связью (две палаты и сени посредине). В качестве сеней выступают коридоры, которые связаны между собой лестницами внутри стен и, по легенде, имеют подземные ходы, ведущие к Богоявленской церкви, Свято-Троицкому собору, колокольне, к близлежащему лесу и реке Усолке. Перекрытие между этажами — коробковые своды с железными соединениями, перекрытие над вторым этажом — балочное деревянное.
Здание построено на крутом склоне, спускающемся к Усолке. Под двумя полноценными этажами, видными на снимке, имеется подклеть, врезанная в склон, поэтому со стороны реки оно имеет фактически три этажа.
Дом воеводы в Соликамске является памятником древнерусского гражданского зодчества. Он повлиял на развитие вида здания, ставшего характерным для Урала и Сибири.